# Рядобжа
Рядобжа (рос. Рядобжа) — присілок в Островському районі Псковської області Російської Федерації.
Населення становить 34 особи. Входить до складу муніципального утворення Бережанская волость.

## Історія
Від 2015 року входить до складу муніципального утворення Бережанская волость.

## Населення
| 2001 | 2002 | 2010 |
| ---- | ---- | ---- |
| 42   | ↘29  | ↗34  |